# Aaltopiiri
Aaltopiiri (возможный перевод с финского — круги на воде) — четвёртый студийный альбом финского дуэта Pan Sonic, выпущенный в Великобритании 19 февраля 2001 года лейблом Blast First (подразделение Mute). В США изданием альбома занималась непосредственно компания Mute.

## Об альбоме
Условно альбом можно разделить на две части — первая половина исполнена в стиле медленно эволюционирующего, панорамного, «космического» эмбиента (что делает этот сегмент альбома чем-то похожим на работу Biosphere «Substrata»), в то время как вторая половина тяготеет к более традиционным, классическим техно-настроениям Pan Sonic первой половины 1990-x. Такая тенденция к разделению творчества группы на отдельные «главы» начала прослеживаться в «A» (1999), а окончательно оформилась в «Kesto (234.48:4)» (2004).
Кульминационная композиция альбома — девятиминутная «Reuna-Alue», начинающаяся с холодных, абстрактных звуковых всплесков, сменяющихся динамической репризой одной из начальных шумовых зарисовок альбома («Toisaalta»), за которой, в свою очередь, следует масштабный гармонический финал. Начиная с композиции «Kone», спокойное, медитативное настроение альбома резко меняется на жестокое и импульсивно-индустриальное.

## Список композиций
1. Ensi (Вначале…) — 00:36
2. Vaihtovirta (Переменный ток) — 06:39
3. Toisaalta (С другой стороны) — 00:31
4. Johdin (Проводник) — 05:47
5. Kuu (Луна) — 01:26
6. Äänipää (Магнитная головка) — 03:49
7. Arvio (Оценка) — 01:24
8. Liuos (Решение) — 06:16
9. Ulottuvuus (Измерение) — 05:57
10. Hallapyydys (Ледяная петля) — 04:43
11. Reuna-Alue (Пограничная зона) — 09:30
12. Valli (Плотина) — 06:19
13. Kone (Машина) — 04:20
14. Johto 3 (Кабель 3) — 03:48
15. Murskaus (Разрушение) — 01:37
16. Rasite (Порабощение) — 00:51
17. Kierto (Круговорот) — 06:12